# Königsindische Verteidigung
Bei der Königsindischen Verteidigung (kurz: Königsindisch) handelt es sich um eine Eröffnung des Schachspiels. Sie zählt zu den Geschlossenen Spielen und geht aus der Indischen Verteidigung hervor.
Die Eröffnung beginnt, oft unter Zugumstellung, mit den Zügen
1. d2–d4 Sg8–f6
2. c2–c4 g7–g6
3. Sb1–c3 Lf8–g7
4. e2–e4 d7–d6
In manchen Lehrbüchern wird der Plural „Königsindische Verteidigungen“ als Oberbegriff für jene Indischen Verteidigungen verwendet, in denen Schwarz mit 2. … g7–g6 seinen Königsläufer fianchettiert. Dies umfasst neben der Königsindischen Verteidigung auch die Grünfeld-Indische Verteidigung. Der entsprechende Aufbau mit Weiß wird Königsindischer Angriff oder „Königsindisch im Anzuge“ genannt.

## Geschichte
Die Königsindische Verteidigung wurde Ende des 19. Jahrhunderts durch Louis Paulsen in die Turnierpraxis eingeführt, trug allerdings damals noch nicht diesen Namen, sondern wurde als „unregelmäßiger“ Spielanfang klassifiziert. Mit Beginn der Ausarbeitung des Indischen Komplexes zu Beginn der 1920er Jahre fand sie dann größere Verbreitung. Zu ihren bedeutendsten frühen Verfechtern gehörten Richard Réti und Max Euwe. Mitte der 1920er Jahre erfand der Wiener Meister Hans Kmoch den Namen der jetzt populär gewordenen Eröffnung: „Die Indische ließe sich auch wie folgt aufteilen und registrieren: ‚Königsindisch‘ wenn der Königsläufer fianchettiert wird, ‚Damenindisch‘ wenn der Damenläufer fianchettiert wird.“ Nach 1945 erhielt die Verteidigung wichtige Impulse von sowjetischen Meistern wie z. B. David Bronstein und Efim Geller und jugoslawischen Meistern.
Im Jahr 1956 resümierte Hans Kmoch die bis dahin stattgefundene Entwicklung der Eröffnung folgendermaßen: „Zu Louis Paulsens Zeiten war Louis Paulsen der einzige Anhänger dieser (seiner!) Verteidigung. Dieselbe wurde 1896 von Steinitz als schlecht bezeichnet - zur großen Genugtuung von Tarrasch. Damals galt nämlich der Vierbauern-Angriff (c4–d4–e4–f4) als mörderisch. Aber ein Vierteljahrhundert später brach dieser Angriff unter dem Gegenfeuer Euwes zusammen und geriet in den Ruf geradezu selbstmörderisch zu sein. An seine Stelle trat der Dreibauern-Angriff (c4–d4–e4) mit dem Widderzuge d4–d5. Allmählich gewann aber die Anschauung Boden, es sei nachhaltiger, d4–d5 durch möglichst lange Aufrechterhaltung der Spannung im Zentrum zu ersetzen.“ Anschließend habe Boleslawski „das auf e5xd4 und c7–c6 beruhende Gegenspiel eingeführt.“
In den 1950er bis 1970er Jahren war sie eine der bevorzugten Spielweisen in der Weltelite der Schachspieler und wurde von einer Reihe von Weltmeistern (darunter Tigran Petrosian, Boris Spassky und vor allem Bobby Fischer) angewandt. In den 1980ern und 1990ern nahm ihre Popularität ab, sie war aber immer noch die meistgespielte Erwiderung auf 1. d2–d4 im Repertoire des damaligen Weltmeisters Garri Kasparow und wurde von ihm mit wichtigen Ideen und Neuerungen bereichert. Das bisher letzte Mal in einem WM-Match kam sie 1990 zwischen Anatoli Karpow und Kasparow aufs Brett.
Anfang des 21. Jahrhunderts ist sie in der Weltspitze noch immer anzutreffen, auch wenn die Schwarzspieler häufig auf 1. d2–d4 als solider geltende Systeme ohne Fianchetto des Königsläufer bevorzugen, wie die Nimzowitsch-Indische Verteidigung, die Damenindische Verteidigung oder durch d7–d5 eingeleitete Damenbauernspiele, die dann oft zum Damengambit führen. Hauptvertreter der Königsindischen Verteidigung unter den Topspielern heute ist der Aserbaidschaner Teymur Rəcəbov.

## Eröffnungsideen
Je nach der von Weiß gewählten Fortsetzung gibt es zwei zentrale Strategien für Schwarz: das weiße Zentrum entweder mit e7–e5 oder mit c7–c5 anzugreifen.
1. Strategie mit dem Zentrumsvorstoß e7–e5: Dies ist die originale königsindische Strategie, die nach der Zentrumsabrieglung d4–d5 sehr oft zum typischen Aufmarsch von Weiß am Damenflügel (b4, c5, Tc1 …) gegen den schwarzen Angriff am Königsflügel (f5, f4, g5 etc.) führt. Diese Spielweise ist typisch für alle Systeme außer dem Vierbauernangriff und Varianten mit sehr frühem Lc1–g5. Die schwarze Hypothek ist stets der von der eigenen Bauernkette eingemauerte Läufer auf g7. Gelingt es Schwarz nicht, seinen Königsangriff gewinnbringend umzusetzen, führt dieser schlechte Läufer oft zu aussichtslosen Endspielen.
2. Strategie mit dem Zentrumsvorstoß c7–c5: Dies ist der Benoni-Ansatz, bei dem die Diagonale des Läufers g7 nicht versperrt, sondern erweitert werden soll. Hier wird für gewöhnlich Schwarz eher am Damenflügel aktiv, während Weiß Vorteile im Zentrum besitzt. Diese Spielweise ist gegen den Vierbauernangriff und alle Varianten mit frühzeitiger Entwicklung des Lc1 populär.

Seltenere Strategien stellen diese Bauernzüge noch zurück, zeitweise waren Systeme mit frühem Sa6 populär (Klassisches System, Vierbauernangriff), c6 und a6 bereiten b5 vor, ab und zu wird frühes Lg4 im Klassischen System gespielt, gegen das Fianchettosystem oder die Sämisch-Variante wird oft Sc6 in Verbindung mit dem Vormarsch am Damenflügel mit a6, Tb8 und b5 gespielt. Erst als Reaktion auf den weißen Plan kommt es hierbei später zu e5 oder c5.

## Hauptvarianten
Folgende Hauptvarianten sind bekannt:

### Klassisches System
Das Klassische System ist auf Großmeisterniveau ein beliebtes und viel diskutiertes Eröffnungssystem gegen die Königsindische Verteidigung.
4. e2–e4 d7–d6 5. Sg1–f3 0–0 6. Lf1–e2

### Vierbauernangriff
4. e2–e4 d7–d6 5. f2–f4
Der Vierbauernangriff ist eine aggressive Methode, dem zurückhaltenden schwarzen Spielaufbau entgegenzutreten. Der Vorstoß e7–e5 ist nach f2–f4 erschwert, weshalb Schwarz nach der kurzen Rochade in den meisten Fällen mit c7–c5 fortfährt und längerfristig versucht, die im weißen Lager durch die aufgezogenen vier Bauern entstandenen Schwächen auszunutzen.
Sogar 5. … c7–c5 6. d4xc5 Sf6–d7 ist gut möglich.
Das nach dem amerikanischen IM William Edward Martz benannte Abspiel im Vierbauernangriff beinhaltet die Zugumstellung 5. Lf1–e2 0–0 6. f2–f4.
Weiß strebt hier nach 6. … c7–c5 7. Sg1–f3 cxd4 8. Sf3xd4 Sb8–c6 9. Lc1–e3 ein Maroczy-Zentrum in der Beschleunigten Drachenvariante mit einem im Doppelschritt vorgerückten f-Bauern an.
Nach 8. … Db6 9. Lc1–e3 erweist sich der Bauer b2 als vergiftet. 9. … Db6xb2?? 10. Sc3–a4 Db2–a3 11. Le3–c1 Da3–b4+ 12. Lc1–d2 Db4–a3 13. Sd4–b5 verliert die Dame.

### Sämisch-Variante
4. e2–e4 d7–d6 5. f2–f3
In der Sämisch-Variante (benannt nach dem deutschen Meisterspieler Friedrich Sämisch) entstehen häufig scharfe Stellungen mit entgegengesetzten Rochaden. Weiß stützt mit dem Zug f2–f3 den Bauern auf e4, verhindert den Ausfall des schwarzen Damenläufers nach g4 und bereitet beispielsweise einen Königsangriff mit g2–g4 und h2–h4 vor.
Der ehemalige Schachweltmeister Bobby Fischer, nach den Worten William Lombardys der größte aller Kenner der Königsindischen Verteidigung, empfahl die Sämisch-Variante als wirksame Waffe für Weiß.
In Boris Spassky–David Bronstein, Kandidatenturnier Amsterdam 1956, wurde nach 5. … e7–e5 6. d4–d5 Sf6–h5 7. Lc1–e3 Sb8–a6 8. Dd1–d2 das unklare Damenopfer Dd8–h4+ 9. g2–g3 Sh5xg3 10. Dd2–f2 Sg3xf1 11. Df2xh4 Sf1xe3 eingeführt.
In der Hauptvariante nach 5. … 0–0 6. Lc1–e3 Sb8–d7 gelang John Nunn eine Glanzpartie.
Ebenso gelangen Eduard Gufeld zwei Glanzpartien in der Hauptvariante nach 5. … 0–0 6. Lc1–e3 Sb8–c6.

### Awerbach-System
Die Zugfolgen
4. e2–e4 d7–d6 5. Lf1–e2 0–0 6. Lc1–g5
oder seltener 4. e2–e4 d7–d6 5. Lc1–g5
sind benannt nach Juri Awerbach. Ähnlich zur Sämisch-Variante plant der Weiße eine Attacke am Königsflügel mit den g- und h-Bauern. Auf den Zug Lc1–g5 folgt oft c7–c5.

### Makogonow-Variante
4. e2–e4 d7–d6 5. h2–h3 0–0
Die Variante mit frühem h3 ist nach dem Großmeister Wladimir Makogonow benannt. Mit dem Zug h2–h3 unterbindet Weiß zum einen den Läuferzug oder den Springerausfall nach g4 und bereitet zum anderen den Vorstoß g2–g4 vor, wodurch an der Bauernkette das typische schwarze Gegenspiel f7–f5 erschwert werden soll. Der weiße Plan wird häufig mit der langen Rochade verbunden. Dieses Szenario entsteht z. B. nach 6. Sg1–f3 e7–e5 7. d4–d5 (Im Falle von 7. d4xe5 d6xe5 wird weiteres 8. Dd1xd8 Tf8xd8 9. Sf3xe5 wie im klassischen System mit Sf6xe4 beantwortet.) Sf6–h5 8. Lc1–e3 Dann wäre nach f7–f5 9. e4xf5 das Wiedernehmen g6xf5 wegen des Abzugs 10. Sf3xe5 Lg7xe5 11. Dd1xh5 verhindert. Auf das sichere 7. … Sf6–e8 würde 8. g2–g4 f7–f5 9. g4xf5 g6xf5 10. e4xf5 Lc8xf5 11. Sf3–g5 Se8–f6 12. Lf1–g2 das Blockadefeld e4 erobern.

### Fianchetto-System
Der neutrale Entwicklungszug 4. Sg1–f3 führt meist zum Fianchetto-System oder zum Klassischen System
4. Sg1–f3 d7–d6 5. g2–g3 0–0 6. Lf1–g2
6. … c7–c5
6. … Sb8–d7 7. 0–0 e7–e5 8. e2–e4 ist die Hauptvariante dieses Fianchetto-Systems. Weiteres siehe Abschnitt Partiebeispiel im Artikel Wassili Wassiljewitsch Smyslow
6. … c7–c6 7. 0–0 Dd8–a5
6. … Sb8–c6 7. 0–0 a7–a6, die Panno-Variante (benannt nach Óscar Panno).

### Smyslow-Variante
Die Smyslow-Variante, benannt nach dem Ex-Weltmeister Wassili Smyslow, ist selten anzutreffen und entsteht nach der Zugfolge
4. Sg1–f3 d7–d6 5. Lc1–g5

### Ungarischer Angriff
Nach 4. e2–e4 d7–d6 leitet 5. Sg1–e2 in einen Aufbau über, der zuerst in den 1960er Jahren von ungarischen Spielern angewandt wurde. Eigenständige Bedeutung erlangt diese Zugfolge nur durch die unmittelbare Überführung des Springers nach g3 (6. Se2–g3), ansonsten kann durch Zugumstellung (6. oder 7. f2–f3) auch die Sämisch-Variante erreicht werden. Von g3 aus überdeckt der Springer einmal den Bauern e4, zum anderen erschwert er den thematischen schwarzen Vorstoß f7–f5. Unter Umständen unterstützt der Springer auch den weißen Aufzug des h-Bauers (h2–h4–h5) mit Öffnung der h-Linie und nachfolgendem Königsangriff. Schwarz kann dies mit h7–h5 auf Kosten der Schwächung des Feldes g5 verhindern.